# Hypokoristikon
Et hypokoristikon er en afledning af et ord eller et fornavn med en funktion som kæleform, kaldeform eller blot er en kortform af navnet/ordet. 

## Afledning
Der findes en række forskellige måder at aflede af et ord. 
- Forkortelse af navnet/ordet, som Mie afledt af Marie eller Nik afledt af Nikolaj
- Forlængelse af navnet/ordet med en diminutivforlængelse, som kan afhænge af sproget:
  - Tilføjelse af 'chen', 'lein' eller lignende på tysk: Hündchen/Hündlein afledt af Hund
  - Tilføjelse af '-(c)ito'/'-(c)ita' eller '-(c)ín'/'-(c)ina' på spansk, fx Juanita/Juanito afledt af Juana/Juan
- Fordobling af navnet/ordet, som John-John afledt af John eller Fifi afledt af Sofie (sidstnævnte også forkortelse)

| Sprog | Spire Denne artikel om sprog er en spire som bør udbygges. Du er velkommen til at hjælpe Wikipedia ved at udvide den. |